# Casa de Trastámara

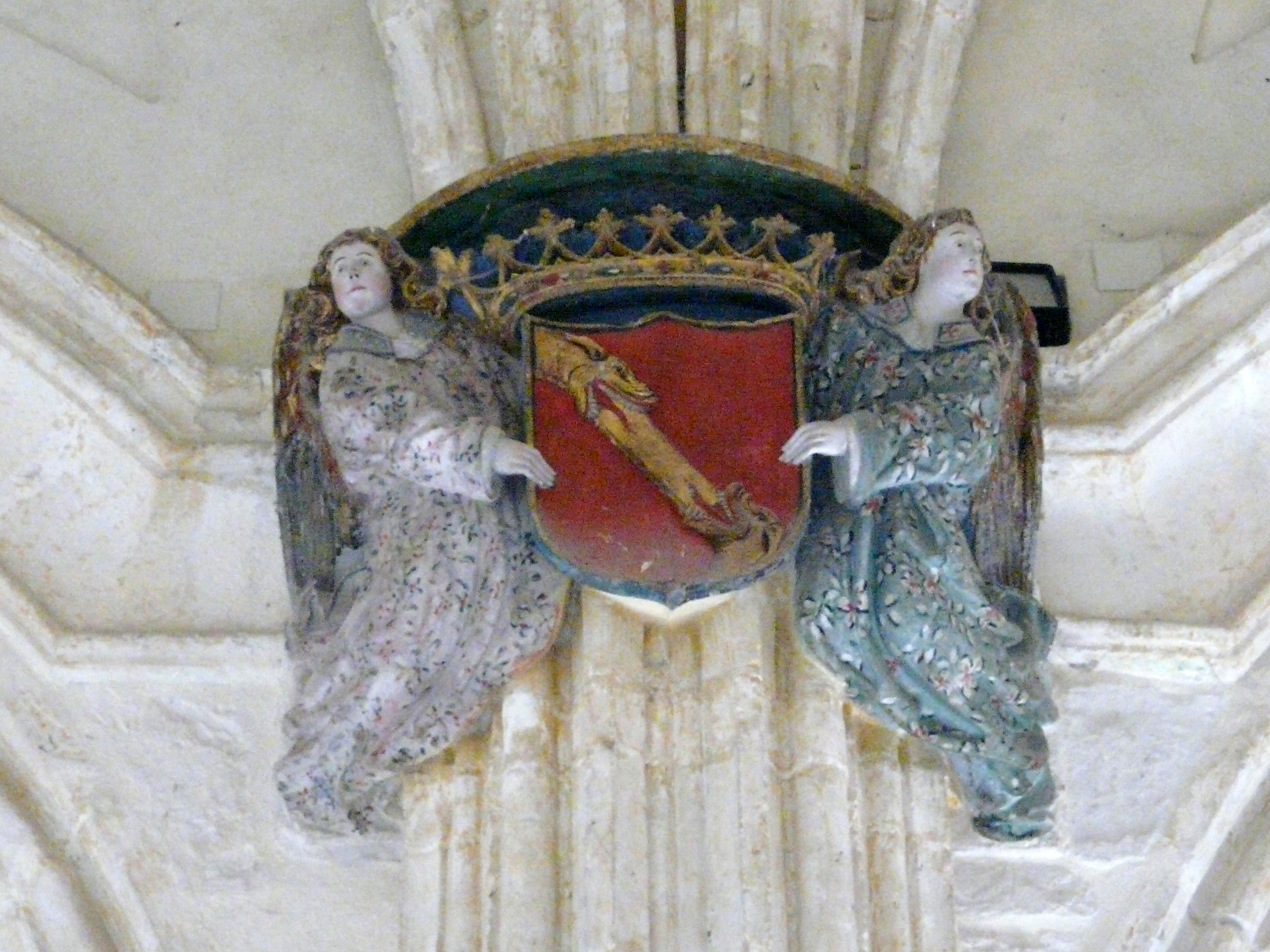
Guion de los reyes de Castilla entre ángeles tenantes en el atrio de la iglesia del monasterio de Santa María de El Paular en Rascafría, finales del.

La casa de Trastámara fue una dinastía de origen castellano que reinó en la Corona de Castilla de 1369 a 1555, la Corona de Aragón de 1412 a 1516, el reino de Navarra de 1425 a 1479 y de 1512 hasta 1555, y el reino de Nápoles de 1458 a 1501 y de 1504 a 1516.
La casa, una rama menor de la reinante casa de Borgoña, toma su nombre del condado de Trastámara (del latín: Trans Tamaris, ‘más allá del río Tambre’) en el noroeste de Galicia, título que ostentaba Enrique II de Castilla antes de acceder al trono. Enrique se convirtió en rey de Castilla tras la guerra civil que terminó con el asesinato en 1369 de su medio hermano, el rey Pedro I.
Bajo los diferentes reinados de los Trastámara se debilitó la autoridad monárquica conseguida por Pedro I y el desarrollo económico que había sido impulsado por la burguesía. A la vez, bajo sus gobiernos se manifiesta muy bien una política que llevará más adelante hacia las llamadas monarquías autoritarias. Lograron involucrar a Castilla en la guerra de los Cien Años, permitiendo a la diplomacia europea inmiscuirse en los asuntos del reino.
La casa de Trastámara pasó a reinar en Aragón mediante el compromiso de Caspe (1412), que puso fin a la crisis sucesoria originada por la muerte sin descendencia de Martín I el Humano en 1410. Allí, contrariamente a la pérdida de autoridad que sufrían los Trastámaras castellanos, la rama aragonesa luchó por afianzar el poder del rey en unos territorios donde las constituciones y fueros de cada reino le limitaban la capacidad de acción. Fernando I manifestó su rechazo a estos fueros, y a la larga, bajo Juan II de Aragón y Fernando el Católico, los Trastámara intentaron esquivar la organización parlametaria de la Corona de Aragón, aunque debido a la guerra entre Juan II y la Diputación General del Principado de Cataluña, quedaron atrás en la recuperación económica que se desarrollaba desde la debacle de la peste negra y la crisis del siglo XIV.
La última monarca de esta casa en gobernar en España fue la reina Juana I de Castilla, que por su matrimonio con Felipe de Austria y a través del hijo de ambos, Carlos I, dio paso al gobierno de los reyes de la casa de Austria.

## Árbol genealógico

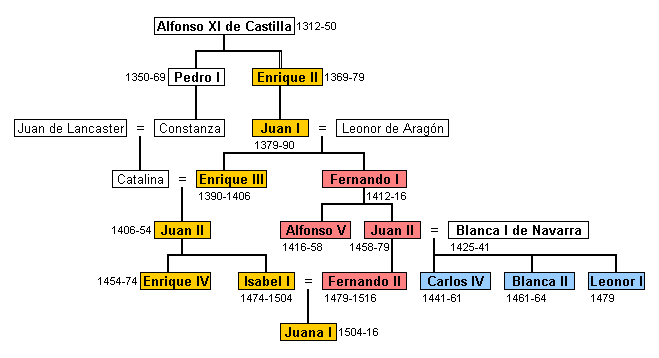
Genealogía de los reyes de la casa de Trastámara: en amarillo los reyes de Castilla, en rojo los de la Corona de Aragón, en azul los de Navarra. Al casarse con Catalina de Lancáster (nieta y heredera de Pedro I), Enrique III recuperó la legitimidad dinástica perdida por la usurpación de Enrique II.